# Marco Carraretto
Marco Carraretto, né le 27 octobre 1977, à Trévise, en Italie, est un joueur italien de basket-ball. Il évolue au poste d'arrière.

## Palmarès
- Champion d'Italie 1997 (Benetton Trévise) ; 2007, 2008, 2009, 2010, 2011 (Mens Sana Basket)
- Vainqueur de la coupe d'Italie 2009, 2010, 2011
- Vainqueur de la supercoupe d'Italie 2007, 2008, 2009, 2010, 2011